# Antoni Ferrer i Pi
Antoni Ferrer i Pi   (Vilanova i la Geltrú, 1 d'octubre de 1910 - Vilanova i la Geltrú, 8 de gener de 2001) fou un polític i advocat català. La seva família era emparentada amb els grups de catòlics conservadors i espanyolistes vilanovins; el seu pare fou regidor durant el regnat d'Alfons XIII i el seu germà fou el cap a Vilanova d'Acció Popular. Estudià dret a la Universitat de Barcelona, on fou alumne del futur ministre franquista Blas Pérez González i milità al grup d'ultradreta Acción Ciudadana. Durant la guerra civil espanyola es va incorporar a la Falange Española y de las JONS.
Després de la guerra fou nomenat secretari local de FET-JONS (1939), jutge municipal (1942), delegat governatiu a Vilanova (1945), procurador a les Corts Franquistes (1952-55), director del diari local del Movimiento Nacional Villanueva y la Geltrú, diputat provincial (1949-1967) i vicepresident de la Diputació de Barcelona (1958-1969). Endemés fou alcalde de Vilanova de 1946 a 1969.
Dins de Vilanova aconseguí formar un consens franquista on hi cabessin tots els partidaris del règim amb independència del seu origen polític i fomentà el villanovismo com a opció localista substitutòria del catalanisme, per tal d'aplegar tots els grups. Va aconseguir la promesa del Consell de Ministres de la construcció del port el 1949 i consolidà una posició sòlida que el convertí en un dels alcaldes franquistes a Catalunya que més aguantà en el càrrec. Quan el seu poder va començà a decaure va dimitir i nomenà el seu successor.